# Elx Parc Empresarial
Elx Parc Empresarial és una àrea industrial urbanitzada amb avingudes i passejos de trama ortogonal, la qual crea així un polígon industrial dedicat a diferents activitats secundàries i terciàries que es troba a la ciutat valenciana d'Elx, a la comarca del Baix Vinalopó.

## Situació
Localitzat a 4 quilòmetres a l'est d'Elx, i a 12 km d'Alacant, entre les partides rurals il·licitanes de les Salades i Torre del Pla. Es troba comunicat per les carreteres N-340 i per la Via Parc Alacant/Elx. Se situa prop de l'Aeroport d'Alacant-Elx i de la Institució Firal Alacantina, IFA.

## Història
La seua construcció s'inicia a principis de la dècada dels noranta, i ha sigut ampliat fins a tres vegades amb l'ocupació d'una superfície d'1.200.000 m², i ampliat durant els anys 2008-2009 en 827.627,28 m² més. A més, no es descarta una última ampliació fins a completar els 2.700.000 m².
Actualment, compta amb diferents indústries, calçat, transports, magatzems, informàtica, missatgeria, arts gràfiques...que sumen un total de prop de 500 empreses, i que arribarà a les 800 els propers anys, una vegada s'acaben les ampliacions. El parc industrial està dotat d'una Oficina Municipal d'Atenció al Ciutadà (OMAC), a més de comerços com sucursals bancàries, oficina de correus, l'hotel Holliday Inn, diferents restaurants i bars, tallers mecànics, agències de viatges, gimnasos, etc.

## Transports
Hui dia, compta amb una bona comunicació amb autobusos de les línies 1A i 1B dels autobusos periurbans d'Elx, a més de la línia 90 Alacant-Elx-Crevillent, així com especials que donen servei a l'Elx Parc Empresarial. A menys de dos quilòmetres es troba l'estació de ferrocarril de Torre del Pla, que és una de les parades dels trens de la línia C1 de Rodalies Múrcia/Alacant.
En un futur, segons el Pla d'Infraestructures Estratègiques de la Comunitat Valenciana 2010-2020, es preveu que estiga comunicat amb tramvia.